# Premi Estudiantil de la Pau
El Premi Estudiantil de la Pau és atorgat cada dos anys a un estudiant o una organització estudiantil que ha fet una contribució significativa a la creació de la pau i la promoció dels drets humans. El premi s'atorga en nom de tots els estudiants noruecs, i és administrat pel Secretaria del Premi Estudiantil de la Pau a Trondheim, que designa a un comissió de nominacions nacional amb representants d'universitats i col·legis a Noruega, així com un Comitè de Premi de la Pau que atorga el premi. La cerimònia de lliurament té lloc durant el Festival Internacional d'Estudiants de Trondheim (ISFiT).

## El Comitè
A partir de 2010, el Comitè del Premi de la Pau compta amb nou membres, i està compost per quatre representants de la Unió Nacional d'Estudiants de Noruega (INE), un representant dels estudiants i acadèmics del Fons d'Assistència Internacional (SAIH), i quatre membres experts que no siguin estudiants.
Els membres del comitè de 2011 són, entre altres Ole Danbolt Mjøs, expresident del comitè del Premi Nobel de la Pau, Børge Brende, ministre de Comerç i Indústria anterior i actual secretari general de la Creu Roja Noruega, Gro Holm, director de districte i de premsa en la Corporació de Radiodifusió Noruega (NRK), Vigdis Lian, cap de la Comissió de la UNESCO a Noruega, Nymoen Ana Karina president de la Unió Nacional d'Estudiants de Noruega (NSO) i el president dels Estudiants i Acadèmics Fons d'Assistència Internacional (SAIH), Runar Myrnes Balto.
Membres anteriors del comitè han estat l'ex primer ministre i director del Centre d'Oslo per a la Pau i els Drets Humans Kjell Magne Bondevik, el director del NUPI Jan Egeland, l'exdirector de la Institut de Recerca Internacional de la Pau, d'Oslo (PRIO) Stein Tønnesson i l'ex ministre d'Afers exteriors i president de la Creu Roja Noruega, Thorvald Stoltenberg.

## Nominacions
El Comitè de Candidatures accepta nominacions de totes les parts interessades. Els nominats han de ser un estudiant o una organització estudiantil. El Comitè de Candidatures es compon d'estudiants de diverses universitats i col·legis de Noruega.

## El Premi
A partir de 2009, el guanyador el premi rep un premi de 50 000 corones noruegues (al voltant de € 5000) i és convidat a la cerimònia de premi durant el Festival Internacional d'Estudiants de Trondheim (ISFiT). El guanyador o un representant triat fan després un viatge per les ciutats de Noruega que li dona una oportunitat de conèixer a les organitzacions humanitàries i polítics prominents. Els diners del premi s'atorguen d'un fons independent que es regeix per l'Organització de Benestar Estudiantil a Trondheim.

## Guanyadors del premi

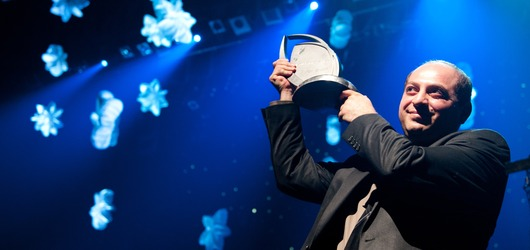
Dusko Kostic rep el premi de 2011

- 1999 – East Timor Student Solidarity Council (ETSSC), una organització estudiantil de Timor Oriental, i Antero Benedito da Silva[3]
- 2001 – ABFSU, organització estudiantil de Myanmar, i Min Ko Naing[4]
- 2003 – ZINASU, organització estudiantil de Zimbàbue[5]
- 2005 – Asociación Colombiana de Estudiantes Universitarios (ACEU), organització estudiantil de Colòmbia[6]
- 2007 – Charm Tong de Myanmar[7]
- 2009 – Elkouria «Rabab» Amidane del Sàhara Occidental[8]
- 2011 – Duško Kostić de Croàcia[9]
- 2013 – Majid Tavakoli de l'Iran[10]
- 2015 – Ayat Al-Qurmezi de Bahrain[11]
- 2017 – Hajer Sharief de Líbia[12]